# Highland Park (Texas)
Highland Park város az USA Texas államában, Dallas megyében. Lakosainak száma 8864 fő (2020. április 1.).

## Népesség
A település népességének változása:

| 2010 | 8 564 |
| 2020 | 8 864 |